# Davide Ruiu
Davide Ruiu (ur. 22 czerwca 2001 w Sassari) – włoski sztangista, olimpijczyk z Tokio 2020.

## Udział w zawodach międzynarodowych
| Impreza                                   | Rok  | Miejsce   | Kategoria | Wynik  | Wynik   |
| Impreza                                   | Rok  | Miejsce   | Kategoria | Punkty | Miejsce |
| ----------------------------------------- | ---- | --------- | --------- | ------ | ------- |
| Igrzyska olimpijskie                      | 2020 | Tokio     | do 61 kg  | 286    | 6.      |
| Mistrzostwa świata w podnoszeniu ciężarów | 2018 | Aszchabad | do 61 kg  | 261    | 20.     |
| Mistrzostwa Europy w podnoszeniu ciężarów | 2019 | Batumi    | do 61 kg  | 269    | 8.      |
| Mistrzostwa Europy w podnoszeniu ciężarów | 2021 | Moskwa    | do 61 kg  | 283    | 5.      |